# Polyrhachis debilis
Polyrhachis debilis é uma espécie de formiga do gênero Polyrhachis, pertencente à subfamília Formicinae.